# 반란죄
반란죄(反乱罪)는 작당(作黨)하여 병기를 휴대하고 반란을 일으킨 군인에 대한 죄이다.
현재 대한민국 군형법상으로 범죄의 가담 형태는 수괴(首魁), 반란 모의에 참여하거나 반란을 지휘하거나 그 밖에 반란에서 중요한 임무에 종사한 자와 반란 시 살상, 파괴 또는 약탈 행위를 한 자, 반란에 부화뇌동(附和雷同)하거나 단순히 폭동에만 관여한 자로 구분된다. 이 중에서 수괴는 사형만을 법정형으로 하고 있다.
반란죄는 다수의 군인들이 작당하여 넓은 의미의 폭행·협박으로 국권에 저항하는 과정에서 벌어질 수 있는 살인, 약탈, 파괴, 방화, 공무집행방해 등 각종의 범죄행위를, 반란에 가담한 개개인이 개별적으로 인식 또는 용인하였는지 여부에 관계없이 하나의 반란행위로 묶어 함께 처벌하는 데에 그 특질이 있는 집단적 범죄이다. 그러므로, 반란에 가담한 자는 반란에 대한 포괄적인 인식과 공동실행의 의사만 있으면, 반란을 구성하는 개개의 행위인 살인, 약탈, 파괴 등에 대하여 개별적으로 지시하거나 용인한 일이 없다고 하더라도 살인 등 반란을 구성하고 있는 행위의 전부에 대하여 반란죄의 정범으로서 책임을 진다.

## 대한민국의 판례
대한민국의 대법원은 12·12 군사반란에 대해서 전두환, 노태우, 정호용, 차규헌, 황영시, 최세창에게 반란죄를 선고했다.
군사반란과 내란을 통하여 정권을 장악한 경우에도 가벌성이 있는지와 5·18민주화운동등에관한특별법을 공소시효가 완성된 헌정질서파괴범죄행위에 대하여 적용할 수 있는지 여부에 대해 다수의견과 반대의견이 대립했다.
군사반란과 내란을 통해 정권을 장악한 경우의 가벌성 여부
다수의견은 국민주권주의, 자유민주주의, 국민의 기본권 보장, 법치주의 등은 이들을 국가의 근본이념 및 기본원리로 하는 헌법질서를 수립한 이래 한결같이 그대로 유지하여 오고 있는 터이므로, 군사반란과 내란을 통하여 정권을 장악한 후 국민투표를 거쳐 헌법을 개정하고 개정된 헌법에 따라 국가를 통치하여 왔다고 하더라도 그 군사반란과 내란은 헌법에 정한 민주적 절차에 의하지 아니하고 폭력에 의하여 헌법기관의 권능행사를 불가능하게 하거나 정권을 장악하는 행위이므로 어떠한 경우에도 용인될 수 없다고 하였다.
반대의견(대법관 박만호)은 정치적 책임을 지지 않는 법원이 이 사건을 사법적으로 심사하기에는 부적합하고, 주권자인 국민의 정치적 의사형성과정을 통하여 해결하는 것이 바람직하므로 법원이 이에 대한 재판권을 행사할 수 없다고 주장하였다.
5·18민주화운동등에관한특별법이 공소시효가 완성된 헌정질서파괴범죄에 대하여도 적용되는가에 대한 여부
다수의견은 5·18민주화운동등에관한특별법 제2조제1항에서 그 적용대상을 '1979년 12월 12일과 1980년 5월 18일을 전후하여 발생한 헌정질서파괴범죄의공소시효등에관한특례법 제2조의 헌정질서파괴범죄행위'라고 특정하고 있으므로, 그에 해당하는 범죄는 5·18민주화운동등에관한특별법의 시행 당시 공소시효가 완성되었는지 여부를 불문하고 모두 이 법이 적용된다고 하였다.
반대의견(대법관 박만호, 대법관 박준서, 대법관 신성택)은 행위 시의 법률에 의하지 않고는 처벌받지 아니한다는 헌법상의 원칙에 비추어, 5·18민주화운동등에관한특별법 제2조는 그 시행 당시 공소시효가 완성하지 않은 범죄에 대하여만 한정하여 적용되어야 하고, 이미 공소시효가 완성된 범죄에 대해서까지 적용될 수 없다고 주장하였다.
- 일반적으로 법조경합 중 흡수관계의 한 형태로 보고 있는 전형적 또는 불가벌적 수반행위라고 함은, 행위자가 특정한 죄를 범하면 비록 논리 필연적인 것은 아니지만 일반적·전형적으로 다른 구성요건을 충족하고 이 때 그 구성요건의 불법이나 책임의 내용이 주된 범죄에 비하여 경미하기 때문에 처벌이 별도로 고려되지 않는 경우를 말하는 것인바, 전형적 수반행위가 주된 범죄에 흡수된다는 법리를 인정할 수 있다고 하더라도, 일반적·전형적 수반관계에 있다는 이유만으로 원래 가벌적인 행위의 불법 및 책임을 제대로 평가하지 않아도 되는 것은 아니고, 수반행위가 주된 범죄에 흡수된다고 보려면 적어도 수반행위의 불법이나 책임의 내용을 주된 범죄의 그것에 함께 포함시켜 평가하여도 부족함이 없기 때문에 수반행위의 반가치를 별도로 평가하지 않아도 무방한 경우에 한정하여야 한다. 그런데 지휘관의 불법진퇴행위나 계엄지역수소이탈행위는 반란죄에 일반적·전형적으로 수반되는 관계에 있다고 보기 어려울 뿐만 아니라 그 불법이나 책임 내용을 반란죄에 흡수하여 평가할 수 없는 고유하고도 중대한 반가치가 있는 범죄라고 하지 않을 수 없으므로, 반란죄에 흡수된다고 볼 수는 없고 각각 별도의 죄가 성립한다.[2]

## 같이 보기
- 반역죄
- 대한민국 형법 제87조
- 내란죄